# 小行星6609
小行星6609（英語：6609）是一颗围绕太阳公转的小行星。1992年1月28日，上田清二、金田宏在钏路市发现了此天体。
这颗小行星的绝对星等为241.2336206327051等。